# Кальчаки
Кальчаки (исп. Valles Calchaquíes) — долина в северо-западном регионе Аргентины, которая пересекает провинции Сальта, Катамарка и Тукуман вдоль 250-километрового русла одноимённой реки — самой длинной в стране. Долина известна своими уникальными географическими условиями, которые варьируют в диапазоне от горных пустынь до субтропического леса.
Названа по имени индейского племени кальчаки, проживавшего в данной местности до прихода испанцев. Часть долины охраняется государством как национальный парк Лос-Кардонес («Колючки») и заповедник Кебрада-де-Кафайяте.
Среди наиболее посещаемых туристами мест — обнаруженные в 1888 году руины Кильме, где в середине IX века предположительно проживало не менее 5000 индейцев кильме, и долина пещер Аксиби.
Территория вокруг города Кафайяте отдана под виноградники, где преобладает белый виноград сорта торронтес. Развивается винный туризм по маршруту «Дорога вин Сальты».

## Галерея

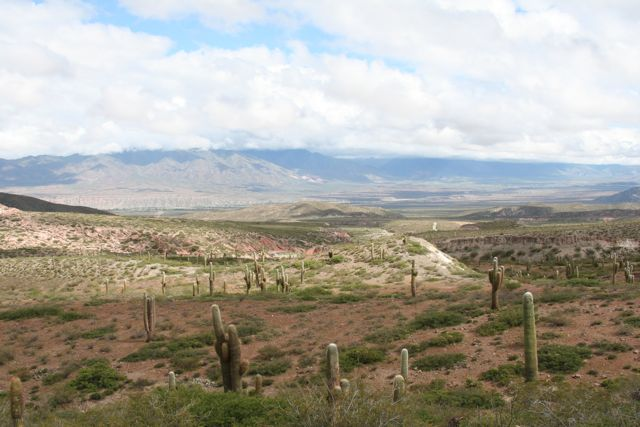
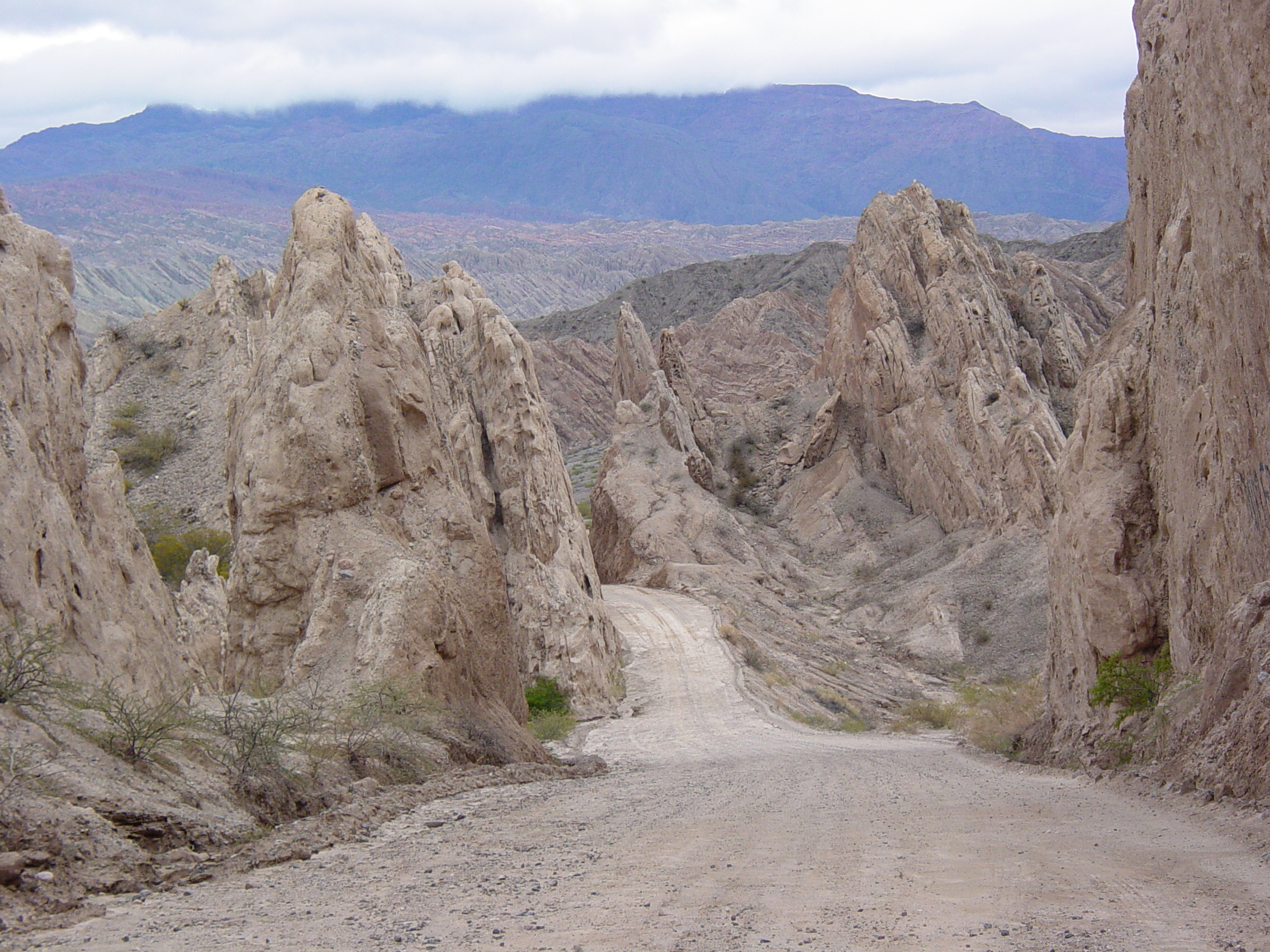
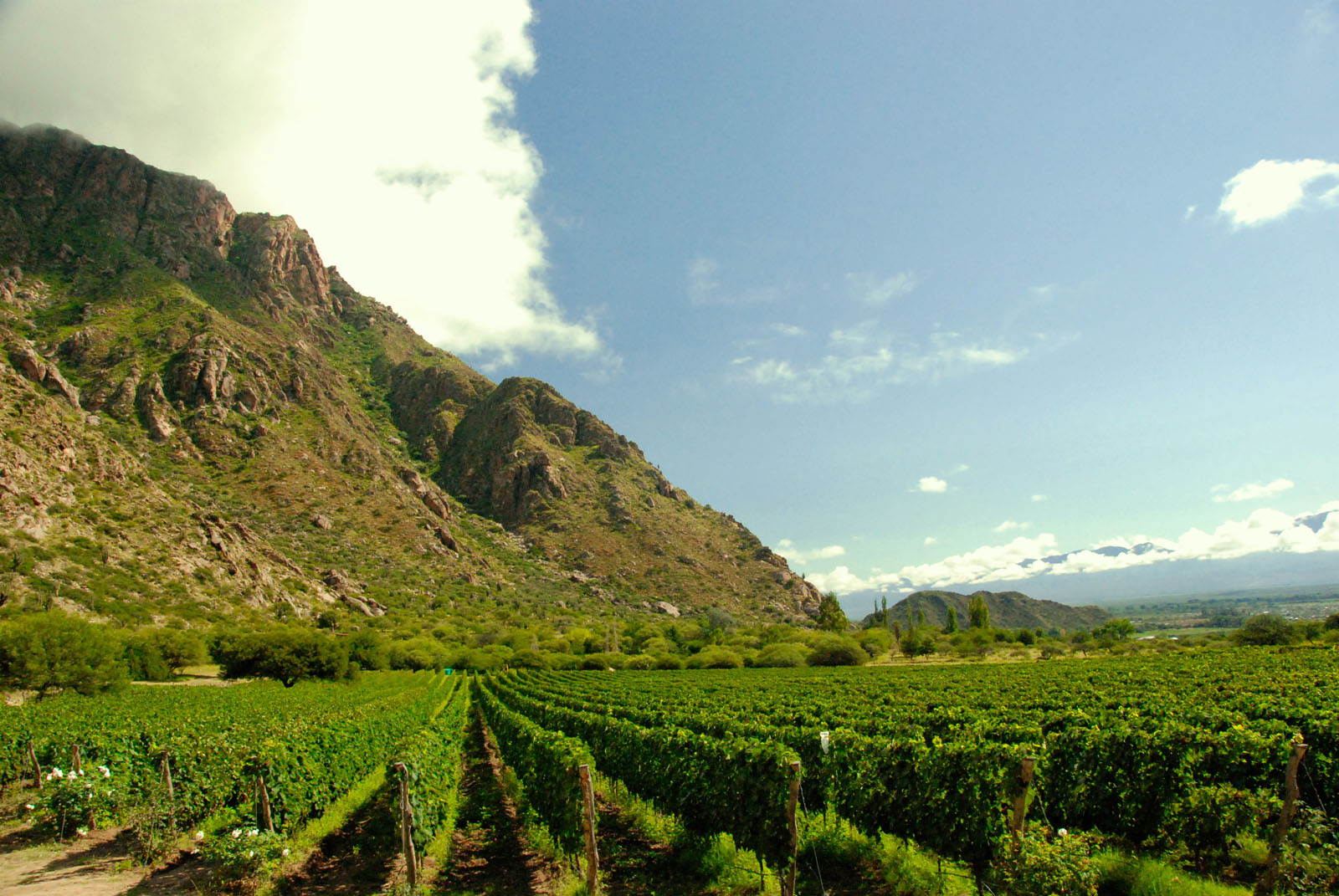
Виноградники неподалёку от Кафайяте
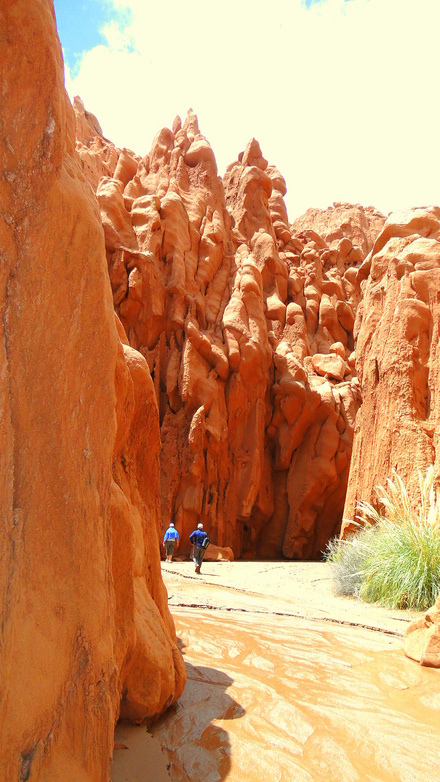
Аксиби